# Sin senos sí hay paraíso
 (срп. Без силикона има раја) колумбијско-америчка је теленовела, продукцијске куће Телемундо, која се снима од 2016.

## Синопсис
Прича почиње Каталинином смрћу —  трудна доња Хилда сазнаје да је њена мезимица мртва, што изазива превремени порођај. Она рађа девојчицу, којој даје име покојне ћерке. Међутим, њен вољени Албеиро скрхан је сазнањем да је добио ћерку, знајући каква искушења вребају младе девојке. Због тога у почетку одбија да је види и на неко време се растаје од Хилде, остављајући је да се сама стара о тек рођеној беби.
Међутим, после неколико месеци схвата да је погрешио и враћа се у наручје вољене жене. Њих двоје се договарају да својој ћерки усаде праве вредности, како је не би задесила судбина старије сестре, чије је име добила по рођењу.
Током година, мала Каталина одрастала је у прелепу, лепо васпитану и културну тинејџерку, која зна да јој силикони и новац нису потребни за срећу. Међутим, како свет није нимало ружичаст, Каталинина уверења биће пољуљана под утицајем лошег друштва. Док покушава да се одбрани од штетног утицаја својих вршњака, подршку јој пружа млад и згодан комшија Ернан Дарио, који се одлучно бори против света дроге и насиља, не би ли заштитио своју породицу. Ернан и Каталина се заљубљују једно у друго, несвесни да им на путу ка сањаној срећи стоје бројне препреке...

## Сезоне
| Сезона | Сезона | Број епизода | Премијера сезоне | Крај сезоне         |
| ------ | ------ | ------------ | ---------------- | ------------------- |
|        | 1      | 90           | 19. јул 2016.    | 28. новембар 2016.  |
|        | 2      | 87           | 25. јул 2017.    | 28. новембар 2017.  |
|        | 3      | 65           | 12. јун 2018.    | 10. септембар 2018. |

- Прва сезона
- Друга сезона

## Глумачка постава

### Главне улоге
| Глумац:           | Улога:                                |
| ----------------- | ------------------------------------- |
| Кармен Виљалобос  | Каталина Сантана де Барера            |
| Мајида Иса        | Џесика Белтран де Манрике, „Ђаволица“ |
| Катерине Сијачоке | Илда Сантана                          |
| Фабијан Риос      | Албеиро Марин                         |
| Каролина Гајтан   | Каталина Марин Сантана                |
| Хуан Пабло Урего  | Ернан Дарио Бајона                    |
| Јоана Фадул       | Данијела Барера Белтран               |

### Споредне улоге
| Глумац:                | Улога:                         |
| ---------------------- | ------------------------------ |
| Хуан Пабло Љано        | Данијел Серон Венегас          |
| Сесар Мора             | Марсијал Барера                |
| Хуан Себастијан Калеро | Октавио Ранхел                 |
| Луиђи Ајкарди          | Анибал Манрике                 |
| Вики Ернандез          | Аурора Венегас де Серон        |
| Дагоберто Гама         | Хавијер Ернандез Гордо, „Гато“ |
| Грегорио Пернија       | Аурелио Харамиљо, „Тити“       |
| Марилин Патињо         | Лусија Бариос                  |
| Франциско Боливар      | Хосе Луис Варгас, „Хота“       |
| Луиса Фернанда Хиралдо | Паула де Бајона                |
| Хоселин Гаљардо        | Мартина Пизаро                 |
| Каролина Сепулведа     | Химена                         |
| Естефанија Гомез       | Ванеса Салазар                 |
| Дијана Асеведо         | Адријана Салазар               |
| Џенифер Аренас         | Валентина                      |
| Алехандра Пинзон       | Паола Пизаро                   |
| Хаиро Ордоњез          | „Мугросо“                      |
| Хулијан Белтран        | „Пипе“                         |
| Ванеса Тамајо          | Марисол                        |
| Лусес Веласкез         | Имелда Белтран                 |
| Карлос Веласкез        | Мугросов отац                  |
| Вилма Вера             | Мугросова мајка                |
| Саша Алхури            | Лукресија                      |
| Лаура Осма             | Маријана                       |
| Карен Кастањо          | Флоралба Хименез               |
| Саин Кастро            | Морос                          |
| Омар Муриљо            | Освалдо Очоа, „Пеламбре“       |
| Анхелика Бландон       | Камила Дуке                    |
| Валтер Луенгас         | Роберт                         |